# Рапавел
Рапавел (хрв. Rapavel, итал. Rappavel) је насељено место у општини Вишњан, Истарска жупанија, Хрватска.

## Историја
До територијалне реорганизације у Хрватској био је у саставу старе општине Пореч.

## Становништво
У попису становништва из 2011. године, Рапавел је имао 88 становника.
| Број становника према пописима | Број становника према пописима | Број становника према пописима | Број становника према пописима | Број становника према пописима | Број становника према пописима | Број становника према пописима | Број становника према пописима | Број становника према пописима | Број становника према пописима | Број становника према пописима | Број становника према пописима | Број становника према пописима | Број становника према пописима | Број становника према пописима | Број становника према пописима |
| ------------------------------ | ------------------------------ | ------------------------------ | ------------------------------ | ------------------------------ | ------------------------------ | ------------------------------ | ------------------------------ | ------------------------------ | ------------------------------ | ------------------------------ | ------------------------------ | ------------------------------ | ------------------------------ | ------------------------------ | ------------------------------ |
| 1857                           | 1869                           | 1880                           | 1890                           | 1900                           | 1910                           | 1921                           | 1931                           | 1948                           | 1953                           | 1961                           | 1971                           | 1981                           | 1991                           | 2001                           | 2011                           |
| 0                              | 0                              | 146                            | 155                            | 187                            | 186                            | 0                              | 0                              | 206                            | 198                            | 161                            | 158                            | 138                            | 113                            | 114                            | 88                             |

Напомена: Године 1857, 1869, 1921. и 1931. године подаци су садржани у насељу Свети Иван. Године 1991. увећан за део атара насеља Миланези, који садржи податке о том делу до 1961. године.